# Борисово (Прилукский сельсовет, Вологодский район)
Борисово — деревня в Вологодском районе Вологодской области.
Входит в состав Прилукского сельского поселения, с точки зрения административно-территориального деления — в Прилукский сельсовет.
Расстояние по автодороге до районного центра Вологды — 25 км, до центра муниципального образования Дорожного — 10 км. Ближайшие населённые пункты — Великое, Архипово, Междуречье.
По переписи 2002 года население — 3 человека.